# ران دیویس (بازیکن فوتبال)
ران دیویس (انگلیسی: Ron Davies; ۲۵ مهٔ ۱۹۴۲ – ۲۴ مهٔ ۲۰۱۳) بازیکن فوتبال اهل ولز بود.
از باشگاه‌هایی که در آن بازی کرده‌است می‌توان به باشگاه فوتبال ساوت‌همپتون، باشگاه فوتبال بلکبرن روورز، باشگاه فوتبال لوتون تاون، باشگاه فوتبال منچستر یونایتد، باشگاه فوتبال نوریچ سیتی، باشگاه فوتبال پورتسموث، و باشگاه فوتبال میلوال اشاره کرد.
وی همچنین در تیم ملی فوتبال ولز بازی کرده‌است.